# Schloss Wallenburg

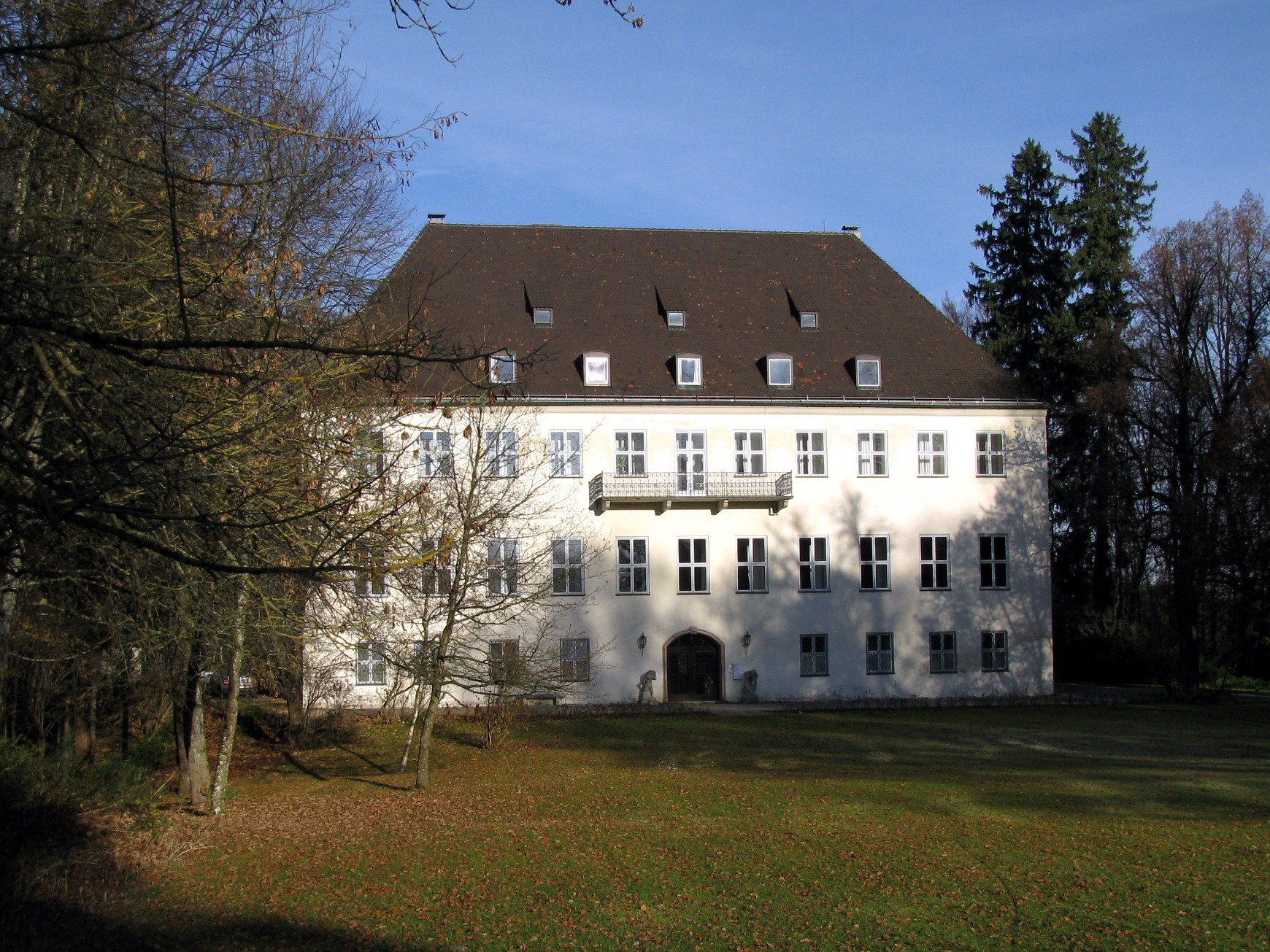
Schloss Wallenburg 2008

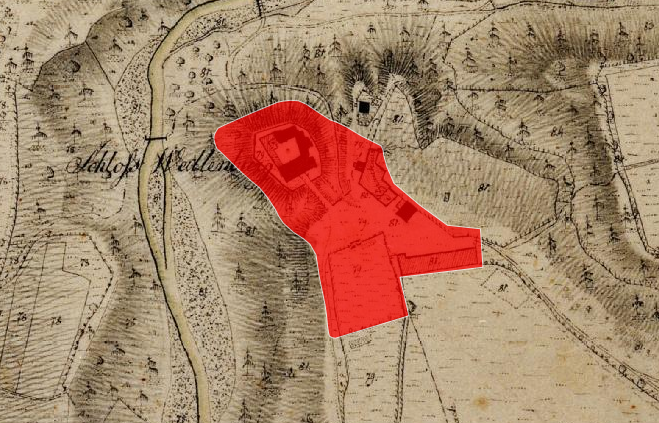
Lageplan von Schloss Wallenburg auf dem Urkataster von Bayern

Schloss Wallenburg ist ein Adelssitz bei Miesbach in Oberbayern. Das Schloss liegt knapp einen Kilometer nördlich der Stadt auf einem Vorsprung über dem Schlierachtal. Südlich und östlich erstreckt sich die Hochterrasse der Hofwies. Die Anlage ist unter der Aktennummer D-1-82-125-128 als Baudenkmal verzeichnet. „Untertägige mittelalterliche und frühneuzeitliche Befunde im Bereich von Schloss Wallenburg und seiner Vorgängerbauten mit zugehörigem Wirtschaftshof und barocken Gartenanlagen“ werden zudem als Bodendenkmal unter der Aktennummer D-1-8136-0091 geführt.

## Geschichte

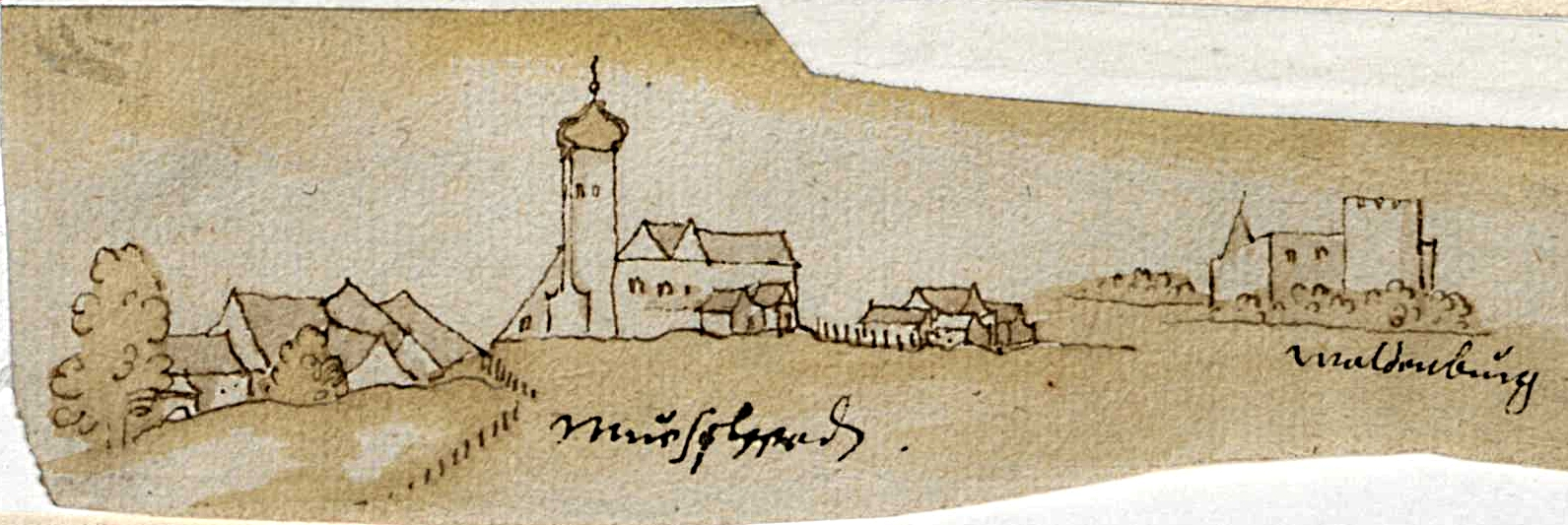
Miesbach und "Burg Waldenburg", Zeichnung von Philipp Apian aus dem 16. Jahrhundert

Schloss Wallenburg wird erstmals 1270 erwähnt, dürfte aber älter sein. Die topographischen Gegebenheiten (Reste von Wall- und Grabensystemen) könnten auf ein entsprechend höheres Alter hinweisen. Wallenburg (ursprünglich Waldenberg) war seit dem 15. Jahrhundert der Hauptsitz der vom Geschlecht der Maxlrainer regierten Herrschaft Waldeck (später Grafschaft Hohenwaldeck) bis zu deren Übergang an Bayern 1734. Danach teilweise Vernachlässigung und wechselnde Besitzer, darunter die Familien Gumppenberg und Fohr. Von der Familie Gans kam es im Erbwege an die Familie von Kameke.

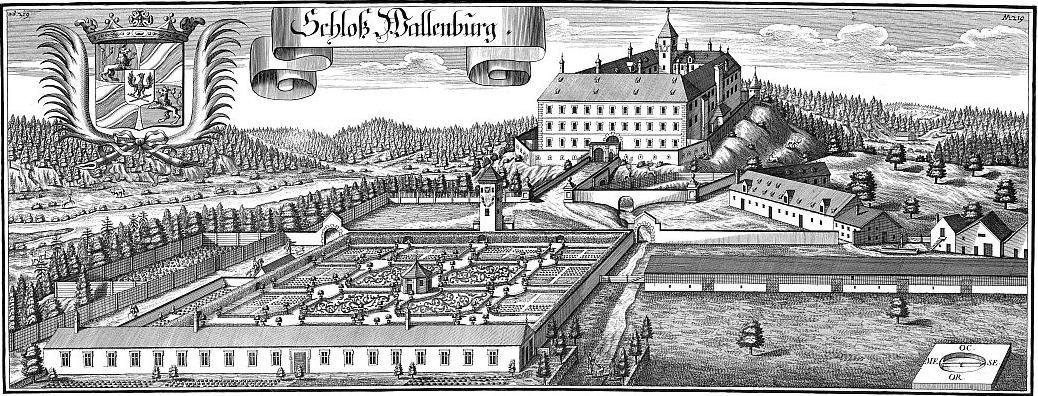
Schloss Wallenburg nach einem Stich von Michael Wening (1726)

## Beschreibung
Nach einem Brand im Jahre 1467 entstand eine neue Burg, die in der zweiten Hälfte des 17. Jahrhunderts zum Teil neu erbaut wurde. Erhalten ist lediglich der Südflügel mit dem von Johann Baptist Zimmermann stuckierten Rittersaal. Die restlichen Teile mit Bergfried und Schlosskapelle (Hl. Drei Könige) wurden zu Beginn des 19. Jahrhunderts abgebrochen.

## Bedeutung
Schloss Wallenburg ist neben Schloss Valley die einzige aus dem hohen Mittelalter erhaltene und noch weiterhin genutzte Schlossanlage im Landkreis Miesbach und eine der wenigen im bayerischen Oberland. Weiterer Sitz der Grafen von Hohenwaldeck war Schloss Maxlrain. Verschwunden sind u. a. die Sitze Altenwaldeck, Holnstein, Miesbach, Parsberg. Burg Hohenwaldeck oberhalb des Schliersees existiert noch als Ruine.

## Umgebung

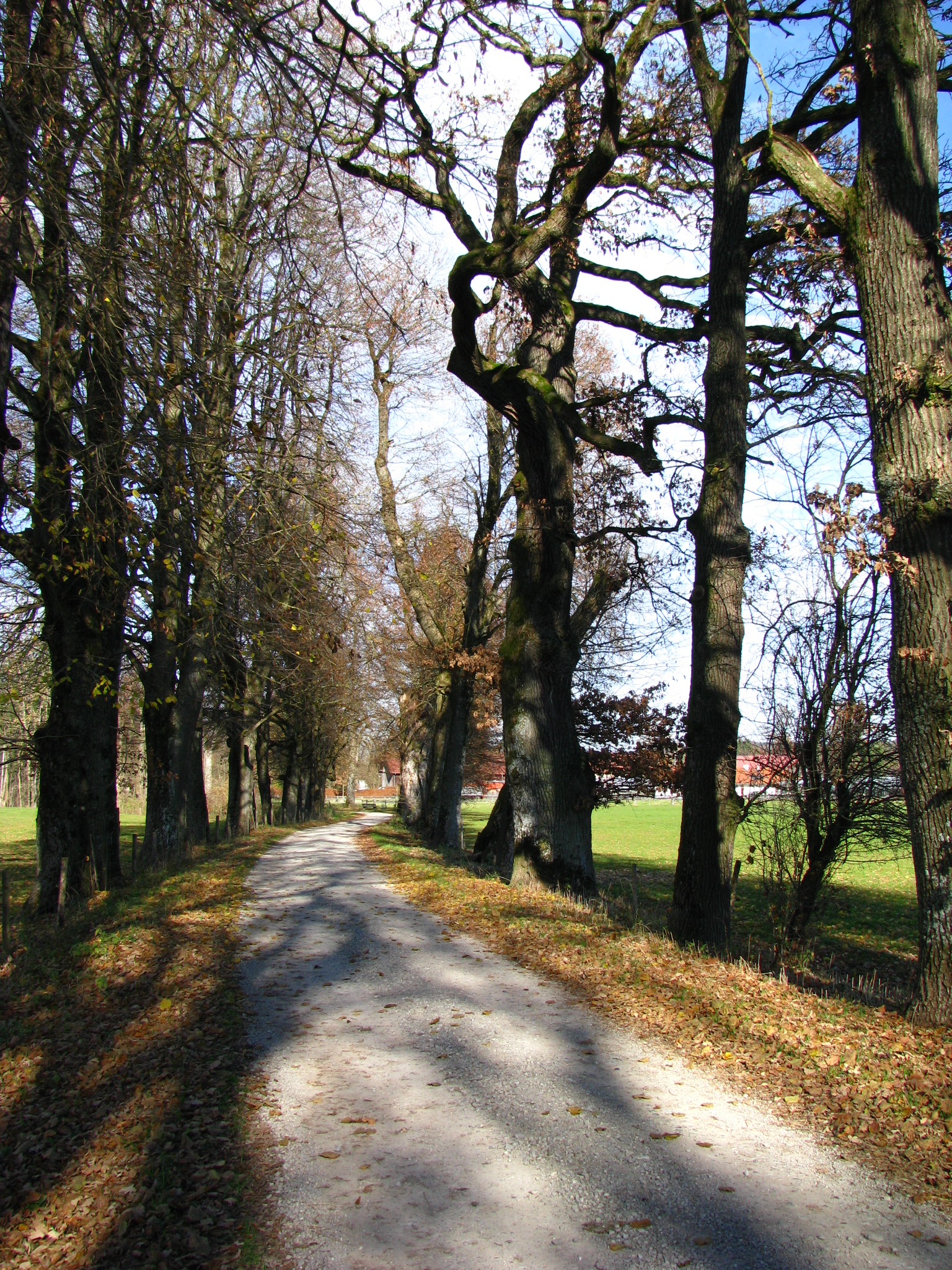
Wallenburger Allee im Herbst

Von Osten und von Süden führen Alleen mit jahrhundertealtem Baumbestand nach Schloss und Gut Wallenburg. Die Wallenburger Allee am östlichen Hochufer der Schlierach von Miesbach nach Wallenburg ist seit dem Jahr 1999 als Naturdenkmal ausgewiesen. Der Weg, teilweise noch in altem Kopfsteinpflaster belassen, wird von Eichen, Linden, Ahornen und Eschen gesäumt.
Von Schloss Wallenburg aus bietet sich ein Ausblick auf den Wendelstein und Teile des übrigen Mangfallgebirges.